# 최후의 용사
《최후의 용사》(The Ultimate Warrior)는 미국에서 제작된 로버트 클루즈 감독의 1975년 액션, SF, 스릴러 영화이다. 율 브린너 등이 주연으로 출연하였고 프레드 와인트롭 등이 제작에 참여하였다.
2008년 7월 29일 워너 홈 비디오를 통해 DVD로 출시되었다.

## 출연
- 율 브린너
- 막스 폰 시도우

## 제작진
- 의상: 앤 맥카시

## 같이 보기
- 생존 영화